# In Madeira
In Madeira ist eine deutschsprachige Monatszeitung, die auf der portugiesischen Insel Madeira erscheint. Sie erscheint in gedruckter Form und als Onlineausgabe. Sie wird in Hotels und touristischen Zentren kostenlos verteilt.
Die Zeitung In Madeira berichtet über Sport und Wirtschaft, regionale Nachrichten, Nachrichten aus Deutschland und Weltnachrichten sind Teil des Inhalts. Dazu kommen Rubriken wie Immobilien, Kleinanzeigen, Informationen aus den deutschen Pfarreien, Notdienste, Veranstaltungstipps, Sehenswürdigkeiten und touristische Informationen. Der Umfang der Zeitung sind normal 32 Seiten.
In einer eigenen Rubrik werden die den Hafen Funchal anlaufenden Kreuzfahrtschiffe aufgelistet.